# ISPY
iSPY（アイスパイ）は、2021年にDANKX合同会社によって結成された日本の女性アイドルグループ。

## 概要
2021年11月に元かみやどの萩田こころと三葉みゆに加え、1174人が参加したオーディションで選ばれた4人で結成された。
2022年5月14日から藍波ももかと辻ゆうかを加えた8人の新体制となった。
2023年3月30日に辻が、11月26日に藍波が卒業。同年12月3日に香月が加入し、以降は7人体制で活動。
2024年9月23日に夏川、宮田が卒業し、5人体制での活動となった。
グループ名は、「見つけた！」という意味の英語で、「i」をファンのハートに見立て、それをスパイのように盗んでいくというコンセプトが由来。

## 略歴

### 2021年
- 8月13日 - 「iSPY」の結成と新メンバーオーデションの開催を発表[6]。
- 11月10日 - duo MUSIC EXCHANGE（東京・渋谷）にてデビューライブを開催[2]。
- 11月14日 - バトゥール東京にて初めての対バンに出演[2]。
- 11月16日 - SHIBUYA THE GAMEでのライブを初日とするデビュー記念の３DAYSの単独公演を開催[2]。
- 11月27日 - 初のMカード『STAGE!! / ラストゲーム』が発売[7]。

### 2022年
- 2月17日 - 渋谷DESEO miniにて結成100日記念ライブが開催[8]。
- 2月23日・3月12日 - 「さよなら流星群」と「天色にI love you」の2曲をサブスク配信を解禁[9]。
  - 2月23日 - さよなら流星群
  - 3月12日 - 天色にI love you
- 3月10日 - 次世代アイドルの頂点を決める「NEXT IDOL GRANDPRIX2022」の決勝大会にてグランプリを獲得し[10]、グランプリのトロフィーと賞金500万円を手に入れた[11]。さらに，bis賞も獲得し、bisに掲載される[12]。
- 3月11日 - グランプリ獲得したアイドルとして「NIG FES」に出演[13]。
- 3月28日 - 1stフルアルバム『あいすぱいのレシピ』の発売および横浜みなとみらいブロンテにて行われる結成半年記念ライブと6月4日(土)に名古屋今池3STARから始まる東名阪リリースツアーの開催を発表[14]。
- 4月30日 - 結成半年記念ライブにて新メンバー2名が加わることが発表[15]。新曲の初披露および新衣装のお披露目も行われる[15]。
- 5月14日 - 結成半年記念ライブが開催され，藍波ももかと辻ゆうかの加入を発表[3]。
- 5月26日 - カメイドクロックとのコラボレーションを発表[16]。2022年6月2日から「カメクロコート」にて無料定期公演を行うことが決定した[16]。
- 6月2日 - カメイドクロックの大型ビジョンにおいてデビュー半年記念ワンマンライブの映像が公開[17]。
- 6月26日 - 1stアルバムのリード曲である｢iSPY｣が先行配信[18]。さらに、グループとして初となる｢iSPY｣のMVがYouTubeでプレミア公開される[19]。
- 7月6日 - 1stアルバム『あいすぱいのレシピ』リリース[20]。タイプA,B,Cの3形態でリリース[20]。
- 7月16日 - 『あいすぱいのレシピ』のサブスク配信が開始[21]。
- 8月17日 - 全国ツアー＜iSPY 1st Anniversary Tour 2022-2023 あなたのハートはいただきます♡＞の開催を発表[22]。
- 8月31日 - ｢夏色ラムネ｣のサブスク配信開始[23]。
- 10月3日 - 公式ファンクラブ「あいす会」発足[24]。
- 10月29日 - 『Kuu Presents SAPPORO COLLECTION 2022 AUTUMN/WINTER』にオープニングアクトとして登場[25]。

### 2023年
- 2月11日 - 白金高輪SELENE b2にて「iSPY 1st Anniversary Tour 2022-2023 あなたのハートはいただきます♡」のファイナル公演を開催した[4]．辻ゆうかが3月30日の卒業公演を最後に卒業することを発表，さらに，「Starlight Signal」の配信決定，新メンバーオーディションの開催，台湾遠征とZepp Shinjukuでの2周年記念ライブの開催が発表された[4]．
- 2月12日 - 「Starlight Signal」の配信を開始した[26]．
- 3月30日 - 辻ゆうか卒業ライブ開催[4]。
- 4月30日 - SPYS合同会社との契約が終了し，K.T.Maurice & Companyの所属に変更となる[27]。
- 5月1日 - 「決意の虹」のサブスク配信開始．
- 9月18日 - ｢Road to Zepp Shinjyuku 【 iSPY単独公演!!】｣にて藍波ももかが卒業することを卒業を発表した[28]．
- 10月2日 - 10月2日から10月27日まで新メンバーオーディションを行った[29]．
- 11月13日 - 「iSPY 2nd Anniversary LIVE～ 君が見た泡沫 ～」がZepp Shinjuku（TOKYO）で開催された．4曲の配信リリース，新体制お披露目ライブ，台湾ワンマン，ツアーの開催が発表された．また，2024年の目標をメジャーデビューとすることも発表された[30]．
- 11月14日 - 4作品連続楽曲デジタルリリースの1作目として「このドキドキ♡なんですか？」、2作目として「青春Shower」がサブスク配信開始．
- 11月20日 - 4作品連続楽曲デジタルリリースの3作目として「夏の日の花火のように...」がサブスク配信開始．
- 11月26日 - 藍波ももか卒業公演開催．
- 11月27日 - 4作品連続楽曲デジタルリリースの4作目として「恋のプリンセチア」がサブスク配信開始．
- 12月3日 - 「iSPY Season4 START!〜iSPY新体制お披露目ライブ〜」が横浜みなとみらいブロンテで開催され、新メンバーとして香月まかはがお披露目された．

### 2024年
- 3月22日 - 「僕とあの子とetc...」、「好きになれ！」の2曲を同時デジタルリリース．
- 5月3日 - 仙台Rensaにて「iSPY 桜花爛漫4大都市ワンマンツアー」のファイナル公演を開催した．[31]
- 8月18日 - 「Summer Gyuuun!」がサブスク配信開始．所沢航空公園 野外ステージにて、主催イベント「iSPYの夏休み2024〜Summer Gyuuun!〜キュンを超えたギュンな気持ち!!〜運命の女神は、ぱていしえさんと絶対！！」を開催．[32]
- 9月21日 - Akiba Stella Cubeにて、「iSPYシーズン4ラスト単独公演〜天色でI love you!!〜」を開催．
- 9月23日 - 宮田くるみ卒業公演、夏川みずき卒業公演開催．
- 10月7日 - 「ドキドキヴァンパイア」がサブスク配信開始．

## メンバー

### 現メンバー
| 名前                          | ニックネーム                 | 誕生日   | 担当カラー                   | 活動期間                    | 備考 |
| ----------------------------- | ---------------------------- | -------- | ---------------------------- | --------------------------- | --- |
| 三葉 みゆ みつは みゆ         | みゅーみゅ                   | 12月20日 | スウィートピンク（ピンク色） | 2021年11月10日 - 現在に至る | 元:かみやど(藤田みゆ) 岩手県出身 自動車の関連会社で働いていた経験があり、エンジンの組み立てが得意である。 作詞を担当している。 2024年10月の5人体制以降、紫色からピンク色に変更した。                                                                                     |
| 萩田 こころ はぎた こころ     | ここちゃん                   | 2月13日  | エンジェルホワイト（白色）   | 2021年11月10日 - 現在に至る | 元:かみやど(萩田ここ) 静岡県出身のオーストラリア育ちで、高校二年生のときにアイドルになるために日本に帰国した。 |
| 瀬乃 かな せの かな           | かな、かななん               | 10月23日 | メルティ―ブルー（青色）      | 2021年11月10日 - 現在に至る | 神奈川県出身 極真空手経験者で女子の部で1位、男子の部で2位でになったことがある。 半年記念ライブより水色から青色に変更した。 |
| 楠城 ひめか なんじょう ひめか | ひめか、やでちゃん、ひめひめ | 7月15日  | トマトレッド（赤色）         | 2021年11月10日 - 現在に至る | 大阪府出身 半年記念ライブよりピンク色担当から赤色担当に変更した。 女優志望でオーディションを受けていたが、インスタで三葉と萩田の姿を見て衝撃を受けiSPYのオーディションを受けることを決めた。 最終審査当日に道に迷っているところを三葉と萩田に発見される。 トマトが好き。 |
| 香月まかは                    | まかは                       | 12月4日  | ピュアオレンジ（オレンジ色） | 2023年12月3日 - 現在に至る  | |

### 元メンバー
| 名前                        | ニックネーム | 誕生日  | 担当カラー | 活動期間                       | 備考 |
| --------------------------- | ------------ | ------- | ---------- | ------------------------------ | --- |
| 辻ゆうか つじ ゆうか        | ゆっち       | 10月7日 | オレンジ色 | 2022年5月14日 - 2023年3月30日  | 元かみやど(辻ゆか) 北海道出身 趣味は映画鑑賞、バスケットボールが特技である。2023年3月30日をもって卒業. |
| 藍波ももか あいば ももか    | ももちゃん   | 3月3日  | ピンク色   | 2022年5月14日 - 2023年11月26日 | 元アクアノート(美波ももか) 千葉県出身 趣味は幼稚園から小学校三年生頃までやっていたピアノである。2023年11月26日のZEAL THEATER Shinjukuにおいて卒業することが発表された．                                                                                |
| 夏川 みずき なつかわ みずき | みずき       | 1月30日 | 黄色       | 2021年11月10日 - 2024年9月23日 | 東京都出身 ダンスを特技としており、『夏色ラムネ』の振り付けを担当している。 ポジティブイエロー |
| 宮田 くるみ みやた くるみ   | くるみん     | 12月8日 | 緑色       | 2021年11月10日 - 2024年9月23日 | 2019年までアミューズに所属し、宮田くるみ名義でおはガールやCiào Smilesのメンバーとして活動し、2020年から2021年までRIZEプロダクション所属の女性アイドルグループ・キャンディzooメンバーとして雅城くるみ名義で活動していた。 千葉県出身 ホラー映画が嫌い。 |

## 作品

### 配信曲一覧

#### シングル
| 曲名                      | 作詞     | 作曲         | 配信日         | 備考 |
| ------------------------- | -------- | ------------ | -------------- | --- |
| STAGE!!                   | 三葉みゆ | Blue Sparkle | 2021年11月17日 | |
| ラストゲーム              | 三葉みゆ | Blue Sparkle | 2021年12月10日 | |
| さよなら流星群            | 三葉みゆ | Blue Sparkle | 2022年2月23日  | |
| 天色にI love you          | 三葉みゆ | iSPY         | 2022年3月12日  | ライブではタオルを振りまわす。                                                                                     |
| iSPY                      | 三葉みゆ | Team iSPY !  | 2022年6月26日  | グループ名と同じタイトルで，主人公は一目惚れした男の子であり、推しメンを見つけたファンの気持ちと重ね合わせている。 |
| 夏色ラムネ                | 三葉みゆ | Team iSPY !  | 2022年8月31日  | |
| Starlight Signal          | 三葉みゆ | Team iSPY !  | 2023年2月12日  | もう一度ステージに戻ってきた辻への気持ちについて書いた．                                                           |
| 決意の虹                  | 三葉みゆ | Team iSPY !  | 2023年5月1日   | |
| このドキドキ♡なんですか？ | 三葉みゆ | Blue Sparkle | 2023年11月14日 | |
| 青春Shower                | 三葉みゆ | Blue Sparkle | 2023年11月14日 | |
| 夏の日の花火のように...   | 三葉みゆ | Blue Sparkle | 2023年11月20日 | |
| 恋のプリンセチア          | 三葉みゆ | Blue Sparkle | 2023年11月27日 | |
| 好きになれ！              | 柿沼雅美 | Blue Sparkle | 2024年3月22日  | 三葉以外が作詞した楽曲は初。                                                                                       |
| 僕とあの子とetc...        | 三葉みゆ | Blue Sparkle | 2024年3月22日  | |
| Summer Gyuuun!            | 柿沼雅美 | Blue Sparkle | 2024年8月18日  | |
| ドキドキヴァンパイア      | 鈴木裕哉 | 鈴木裕哉     | 2024年10月7日  | グループ初となるハロウィンソング。                                                                                 |

### MV
| 公開日        | タイトル                                 | 備考                                                   |
| ------------- | ---------------------------------------- | ------------------------------------------------------ |
| 2022年6月26日 | iSPY_「iSPY」Music Video                 | 衣装は制服で、群馬県にある学校を舞台に撮影が行われた。 |
| 2022年7月17日 | iSPY「iSPY」Dance&Lyric VIDEO (6人ver)   |                                                        |
| 2024年10月9日 | iSPY_「ドキドキヴァンパイア」Music Video |                                                        |

### Mカード
| タイトル                        | 規格品番           | 発売日         | 概要 |
| ------------------------------- | ------------------ | -------------- | --- |
| STAGE!! / ラストゲーム          | ISPY-001～ISPY-007 | 2021年11月27日 | ISPY-001～ISPY-006までは各メンバーのボイスが、ISPY-007には各曲のInsyrumentalが付く。 タワーレコード各店にて発売記念イベントを開催した。(2021年11月28日にイオンレイクタウン店，2021年12月12日および2022年2月6日にTOWERminiダイバーシティ東京 プラザ店，2022年1月9日に錦糸町パルコ店にて開催された。2022年1月23日に新宿店はメンバーの体調不良のため中止された。) |
| さよなら流星群/天色にI love you | ISPY-011～ISPY-017 | 2022年3月26日  | 個別コンテンツとしてメンバー別の「天色にI love you」とラジオボイスが付く。 タワーレコード各店にて発売記念イベントを開催した。(2022年4月1日に池袋店で、2022年4月9日にTOWERminiダイバーシティ東京 プラザ店で開催された。) |

## 出演

### 映像作品
- ensemble (short movie) / tk2tk #萩田こころ(萩田こころ出演)
- ensemble (short movie) / tk2tk #楠城ひめか(楠城ひめか出演)

### 雑誌
- MARQUEE、Vol146（2022/5/26発売）[59]
- bis、7月号（2022/6/1発売）[12]
- Top Yell NEO2022summer（2022/6/30発売）[40]
- EMO girl VOL1 (2022/10/31発売)
- 週刊ヤングマガジン23号（2024/5/7発売、楠城ひめか出演）
- 楽遊IDOL PASS vol.22（2024/5/13発売、三葉みゆ出演）
- 週刊ヤングマガジン45号（2024/10/7発売、楠城ひめか出演）[60]

### YouTube
- デートするならどっちがいい？夏のファッションコーデ【iSPYとカメクロが初コラボ！！】(三葉みゆ・萩田こころ出演)
- 日本のアイドルのリアルな生活（ファンはとてもファンである)/La VRAIE vie d'une idole au Japon (les fans sont très fans) 【Louis-San】

### WEBメディア
- ヤンマガGリーグ！「ヤンマガWeb」(2023/2/14公開) (藍波ももか出演)[61]

### CM
- ジョブハウス工場「出川さんの工場体験 マジ寮費0円も」篇

## ファンクラブ
ファンクラブの名称は「あいす会」で、2022年10月3日に発足した．
会員になるとチケットの優先予約が出来る他，未公開コンテンツやバースデーメールやメールマガジンが配信される．
2024年6月1日からは、メンバーからのメッセージの受信や限定動画視聴などが可能な個人プランがスタートした．

### Twitter
- 三葉みゆ (@miyu__ispy) - X（旧Twitter）
- 萩田こころ (@kokoro__ispy) - X（旧Twitter）
- 楠城ひめか (@himeka__ispy) - X（旧Twitter）
- 瀬乃かな (@kana__ispy) - X（旧Twitter）
- 香月まかは (@makaha___ispy) - X（旧Twitter）

### Instagram
- 三葉みゆ (@miyu__mitsuha) - Instagram
- 萩田こころ (@kokoro_hagita) - Instagram
- 楠城ひめか (@himeka__nanjo) - Instagram
- 瀬乃かな (@kana_seno) - Instagram
- 香月まかは (@makaha_katsuki) - Instagram

### TikTok
- 三葉みゆ (@miyu__mitsuha) - TikTok
- 萩田こころ (@kokoro_hagita) - TikTok
- 楠城ひめか (@himeka__ispy) - TikTok
- なななん (@kana_seno) - TikTok
- まかは (@makaha_ispy) - TikTok

### SHOWROOM
- 三葉みゆ(ispy) - SHOWROOM
- 萩田こころ(iSPY) - SHOWROOM
- 楠城ひめか(ispy) - SHOWROOM
- 瀬乃かな(ispy) - SHOWROOM
- 香月まかは(ispy) - SHOWROOM

### ミクチャ
- 三葉みゆ☘️💜#TOKYODOT -  ミクチャ

### YouTube
- Koko's channel - YouTubeチャンネル